# 福克岩
福克岩（英語：Fokker Rocks），是南極洲的岩石，位於愛德華七世地，處於洛克菲勒山脈的施洛斯巴赫山以南，由美國南極名稱諮詢委員命名，現時由南極條約體系管理。